# ジャスコ四日市店

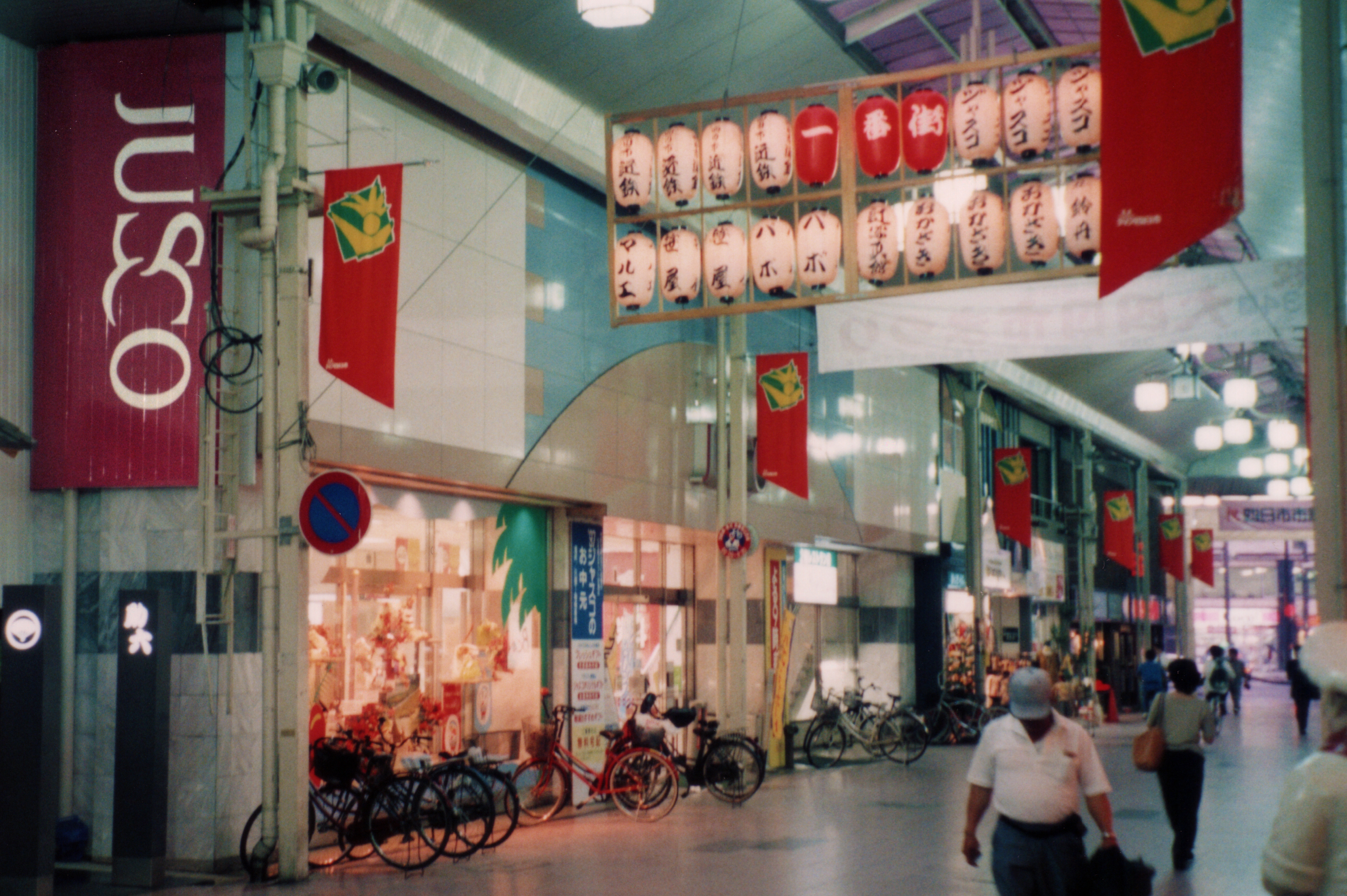
B CAN（1階出入口・1997年7月28日撮影）

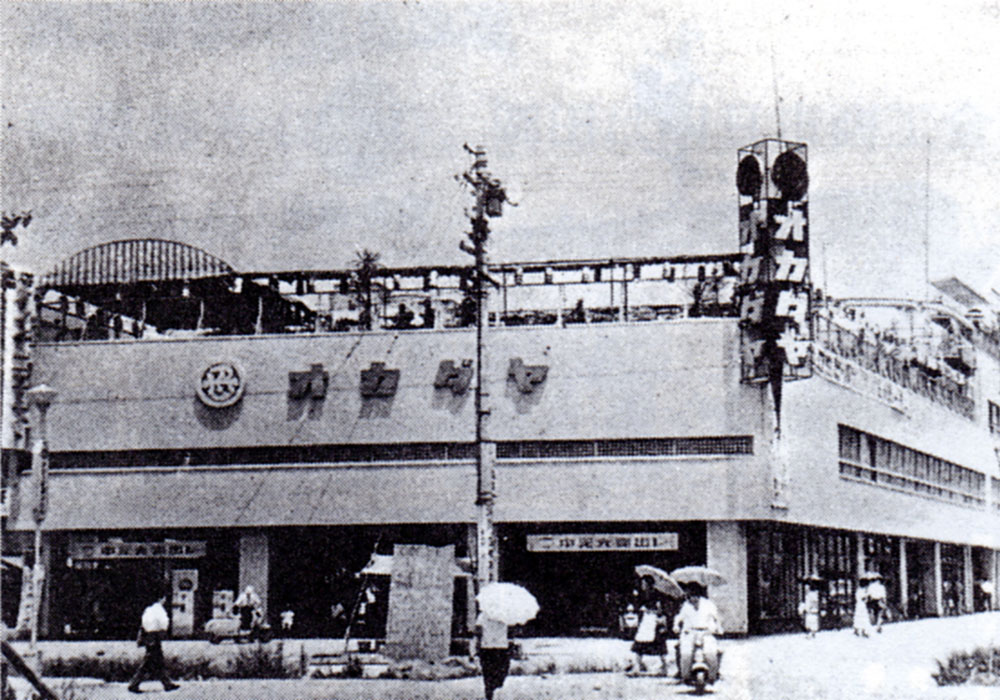
オカダヤ四日市店（1958年4月撮影）

ジャスコ四日市店（ジャスコよっかいちてん）は三重県四日市市諏訪栄町にあった総合スーパー。2002年（平成14年）に閉店した。
なお、四日市市はジャスコの前身である「岡田屋（オカダヤ）」創業の地でもある。

## 沿革
1958年（昭和33年）、旧店舗（新道店）から一部移転するかたちで、近鉄四日市駅前にオカダヤ駅前店として開店する。
1959年（昭和34年）に増築、新道店を統合し、岡田屋としても四日市市としても初の百貨店オカダヤ（のちの四日市オカダヤ→ジャスコオカダヤ四日市店→ジャスコ四日市店）となる。
1963年（昭和38年）には、のちにA館となる5階建ての店舗が完成、1969年（昭和44年）には地下1階・地上5階のB館が完成し、当時としては三重県下一の売り場面積となる。
最盛期であった1976年（昭和51年）2月期の売り上げ高は約89億円であったが、2000年（平成12年）2月期には約29億円まで減少、2002年（平成14年）に閉店することとなった。
A館の跡地には当初ホテルやオフィスビルを建設する予定であったが頓挫し、長らく更地のままであったが現在は分譲マンション「プレミスト四日市駅前」が、B館の跡地にも分譲マンション「ローレルタワーシュロア四日市」が、それぞれ建っている。
岡田屋の店舗としては最後まで営業を続けた。

### 年表
- 1958年（昭和33年）4月25日 - 近鉄四日市駅前にオカダヤ駅前店が開店、従来のオカダヤ四日市店はオカダヤ新道店に改称[5][6][7][8]。
- 1959年（昭和34年）11月18日 - 増築工事が完成、四日市市初の百貨店となる（四日市近鉄百貨店は1960年開店）。同年11月3日に閉店した新道店を駅前店に統合、店舗名称はオカダヤ（のちに四日市オカダヤ）となる[9][10][11][12][13][14]。
- 1962年（昭和37年）10月31日 - 増築工事の一部完成に伴い、一部売り場にセルフサービス方式を導入[15][16]。
- 1963年（昭和38年）3月20日 - 増築工事が完成、5階建てとなる[17][18]。
- 1969年（昭和44年）12月23日 - 従来店舗（A館）改装工事およびB館（地下1階、地上5階）新築工事が完成、A館とB館の4階を直結する連絡通路も設置。当時の店舗名称はジャスコオカダヤ四日市店（のちにジャスコ四日市店）[19][20][21][22]。
- 1981年（昭和56年）5月30日 - A館の改装工事が完成、A館の愛称をレッドプラザとする[23][24]。
- 1981年（昭和56年）7月8日 - B館の改装工事が完成、B館の愛称をグリーンプラザとする[25][26][27]。
- 1988年（昭和63年）3月19日 - 改装工事が完成、建物全体を白く塗り直す。また、A館の愛称をレッドプラザからA CAN（エーカン）、B館の愛称をグリーンプラザからB CAN（ビーカン）に変更[28][29][30][31][32]。
- 1992年（平成4年）3月20日 - 改装工事が完成[33][34][35][36][37]。
- 1999年（平成11年）10月9日 - B館の売り場を縮小、同年10月16日に中部カンパニーをB館に移転[38][39]。
- 2001年（平成13年）8月1日 - ジャスコ四日市店を2002年1月で閉店すると発表[3][4]。
- 2002年（平成14年）1月20日 - 閉店[40][41][42]。
- 2008年（平成20年）5月 - B館跡地に近鉄不動産が地上18階建て分譲マンション「ローレルタワーシュロア四日市」を建設[2]。
- 2017年（平成29年）3月 - A館跡地に大和ハウス工業が地上15階建て分譲マンション「プレミスト四日市駅前」を建設[1]。